# ワールド (企業)
株式会社ワールド（英: WORLD CO., LTD.）は、大手アパレルメーカーである。東京証券取引所プライム市場上場。兵庫県神戸市中央区港島中町に本社を、東京都港区北青山に東京（青山）オフィスを構える。

## 概要

### 創業（1959年-）
神戸市の中小アパレルメーカーである光商会の社員（当時）で専務と新入社員の関係性であった木口衛と畑崎廣敏の2人が光商会を退社後、1959年（昭和34年）に独立して創立。木口が社長、畑崎が専務となり、大手アパレルメーカーに成長させた。当時は卸事業を生業とするも日本発のトータルコーディネートブランドを開発するなど、徐々にファッションビジネス総合アパレルメーカーへと急成長を遂げていく。
神戸市にポートアイランドが誕生した際に現在のワールド本社ビル群を建設、ポートアイランドに所在するファッションタウンの中核を形成したほか、ワールドからの寄附金20億円を基に神戸市が設置した多目的ホールであるワールド記念ホールを設立、阪神・淡路大震災時にも支援を行うなど長らく地元神戸市の振興に尽力してきた。

### SPA業態（1992年 - 2004年）
1991年、それまでの卸事業からは一線を画したSPAモデルを構築すると本格的に小売事業を展開。多ブランド戦略を実行し、全国へ店舗出店を加速させていった。多くのアパレルメーカーが1社1ブランドの経営戦略を取っているのとは対照的に、ワールドは創業以来、多ブランド戦略を展開している。

### MBOに伴う上場廃止（2005年）
経済のグローバル化に伴う企業買収を回避し安定経営を図る目的から、2005年（平成17年）に当時の代表取締役社長 寺井秀蔵（創業家出身）の指揮の下、経営陣による自社株式取得（MBO）を行うことになり3段階で実施された。当時企業買収防衛策が一般的でなかった中で実施されたため話題となった。

### リストラ断行（2015年-）
ワールドは2000年代から、他のアパレル企業に先駆けてショッピングセンター（SC）へと販路を広げ成長を続けてきた。しかし、質販常消費増税や円安さらには、ユニクロなどファストファッションの台頭などによって業績が低迷していた。
2015年4月には創業家以外では初となる三井住友銀行出身で長崎屋社長などを務めた上山健二が代表取締役長社長に着任。5月には全国の直営店約2800店のうち400を店舗閉鎖、100種類のうち15ブランド以上を廃止する3カ年の経営計画を発表した。さらに同6月には、本社社員の約4分の1にあたる500名に早期退職を募り、453名が応募し退社した。

### 東京証券取引所第一部に再上場（2018年）
2017年4月より事業持株会社化体制へ移行し、2018年9月に東京証券取引所第一部に再上場した。

### コロナ不況によるリストラ（2020年-）
2020年、新型コロナウイルスの感染拡大により各店舗の売り上げが急減。同年8月までに358店の閉店と女性・ファミリー向け5ブランドの撤退を発表した。しかし業績は改善せず、2021年2月には、生活様式の変化や服装のカジュアル化は想定以上に速く進んでいるとして追加のリストラを策定。2022年3月までに450店の閉店と女性向け7ブランドの撤退を追加発表した。

## 沿革

### 株式会社ワールド（旧）
- 1959年（昭和34年）- 神戸市中央区 に株式会社 ワールド設立。
- 1967年（昭和42年）- トータルコーディネイトブランドコルディアを開発。
- 1977年（昭和52年）- CI（コーポレートアイデンティティ）導入。
- 1981年（昭和56年）- 売上高1,000億円を達成。
- 1984年（昭和59年）
  - 神戸市中央区ポートアイランドにワールド本社ビルが竣工。
  - 神戸市中央区にワールド記念ホールが竣工。
  - ラグビーチーム「ワールドファイティングブル」を設立。
- 1993年（平成5年）
  - 初のSPAブランド「OZOC」を開発、小売事業に進出。
  - 大阪証券取引所第二部に上場。
- 1998年（平成10年）- 東京証券取引所第二部に上場。
- 1999年（平成11年）- 東京証券取引所第一部、及び大阪証券取引所第一部上場。
- 2002年（平成14年）- 売上高2,000億円を達成。
- 2005年（平成17年）- TOB（株式公開買付け）及び株式交換にて株式会社ハーバーホールディングスアルファの完全子会社となり上場廃止。

### 株式会社ワールド（新）
- 2006年（平成18年）
  - アルファ社が（旧）株式会社ワールドを合併し、株式会社 ワールドに商号変更。
- 2008年（平成20年） - 有限会社ヘクティクから事業買収[7]。
- 2009年（平成21年）3月 - ラグビーチーム「ワールドファイティングブル」が休部（事実上の廃部）。
- 2015年（平成27年）4月 - 代表取締役社長執行役員に創業家以外では初となる上山健二が就任。
- 2018年（平成30年）9月28日 - （新）株式会社 ワールドが東京証券取引所第一部へ再上場[8][9][10][11]。
- 2020年（令和2年） 6月23日 - 代表取締役社長執行役員に鈴木信輝が就任。
- 2022年（令和4年） 2月21日 - ナルミヤ・インターナショナルを連結子会社化[12][13]。
- 2025年（令和7年）
  - 1月16日 - 間接企業を通してライトオンを持分法適用会社化[14][15]。
  - 2月28日 - 三菱商事から三菱商事ファッション（現・エムシーファッション）の全株式を取得し、完全子会社化した[16]。

## ブランド

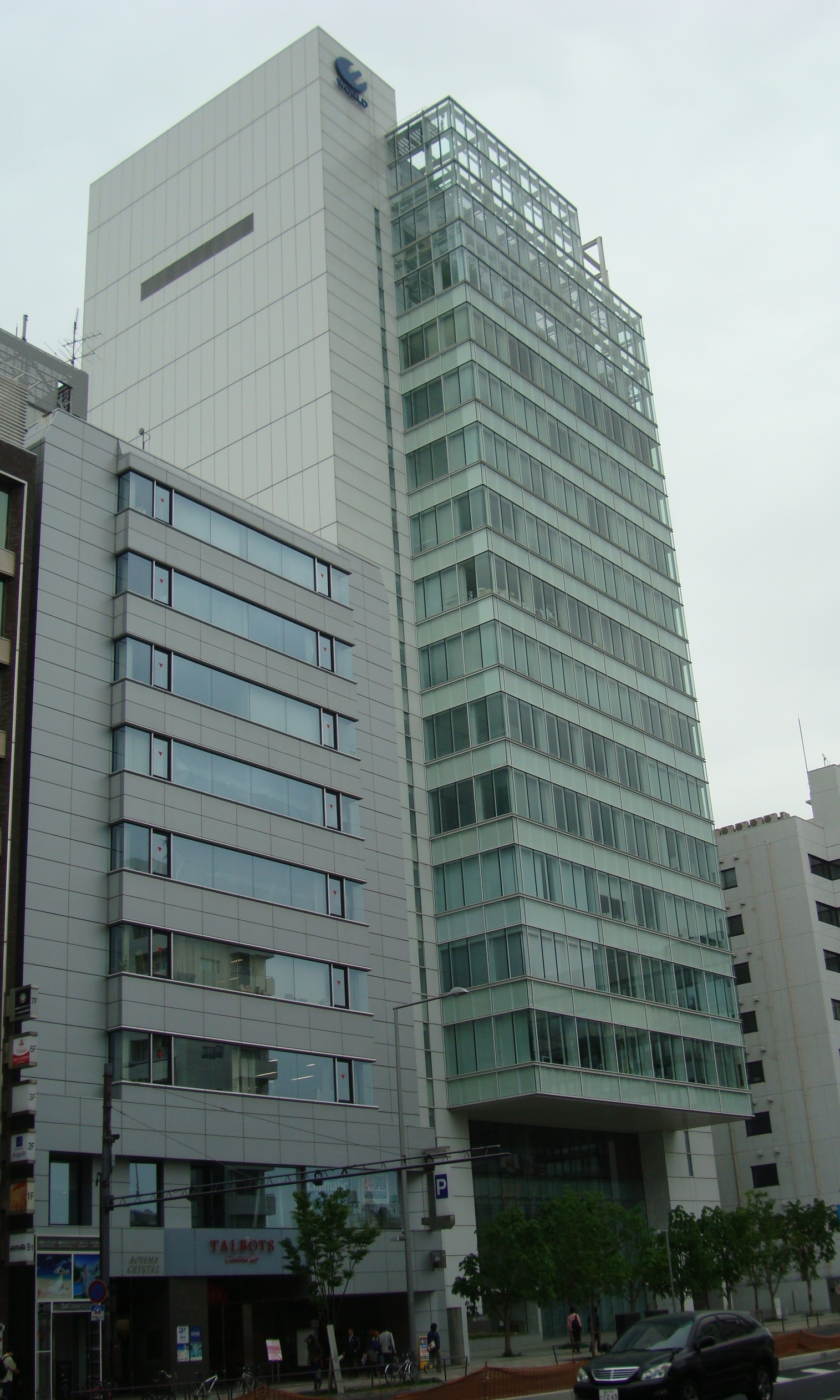
ワールド北青山ビル（東京都港区）

### レディース
- アダバット（adabat）- ゴルフウェア
- アナトリエ（anatelier）- 2021年2月28日をもってブランド終了
- アクアガール（aquagirl）- 2021年2月28日をもってブランド終了
- インディヴィ（INDIVI）
- インデックス（INDEX）
- エアパペル（AIRPAPEL）- 2021年2月28日をもってブランド終了
- オゾック（OZOC）- 2021年2月28日をもってブランド終了
- クード シャンス（COUP DE CHANCE）
- コルディア（CORDIER）
- ジ･エンポリアム（THE EMPORIUM）
- スーナ ウーナ（Suna Una）
- スープ（SOUP）- 2022年9月をもってブランド終了
- リザ（LIZA）
- リフレクト（Reflect）

### メンズ
- アンタイトルメン（UNTITLED MEN）
- タケオキクチ（TAKEO KIKUCHI）
  - 40ct&525 by TAKEO KIKUCHI（上位ライン）
  - UNBUILT TAKEOKIKUCHI（DtoCオーダー事業）- 2021年6月をもってブランド終了
- tk.TAKEOKIKUCHI（カジュアルライン）
  - TAKEO KIKUCHIのカジュアルライン"TK TAKEOKIKUCHI"として発足、後にブランドリニューアル。

- ベースステーション（BASE STATION）- 2022年9月中旬をもってブランド終了
- ベースコントロール（BASE CONTROL）- 2022年9月中旬をもってブランド終了
- ディマジオ（DI MAGGIO）

### ブランド編集型
- オペークドットクリップ（OPAQUE.CLIP）
- オルベネ（ORBENE）
- シューラルー（SHOO LA RUE）
- ピンクラテ（PINK-latte）
- リザ（LIZA）

### ファミリー・雑貨CC
- サンカンシオン（3can4on）- 2021年2月28日をもってブランド終了
- ハッシュアッシュ（HUSHUSH）- 2021年2月28日をもってブランド終了
- デッサン（Dessin）
- 212キッチンストア（212 KITCHEN STORE）
- ワンズテラス（One`s Terrace）
- ヘンゼル&グレーテル（HANSEL & GRETEL）

### 靴・雑貨・アクセサリー
- パサージュ ミニョン（passage mignon）
- ヒロコ ハヤシ（HIROKO HAYASHI）
- ココシュニック（COCOSHNIK）
- イッツデモ（ITS'DEMO）
- ESPERANZA
- HIROFU

## ワールド本社ビル概要
- 建築主・所有者 - 株式会社ワールド
- 所在地 - 神戸市中央区港島中町6-8-1
- 竣工 - 1984年2月
- 規模 - 地上26階、地下1階
- 高さ - 最高部117.43m
- 延床面積 - 34,844m2
- 設計 - 竹中工務店
- 施工 - 竹中工務店
- アクセス - 三宮駅・神戸空港駅よりポートライナー市民広場駅徒歩5分。

## 関連会社
- 株式会社ナルミヤ・インターナショナル

### 国内ブランド事業
- 株式会社フィールズインターナショナル
- 株式会社エクスプローラーズトーキョー
- 株式会社ワールドライフスタイルクリエーション
  - 株式会社ワンズテラス
  - 株式会社ファッションクロス
  - 株式会社ココシュニック
  - 株式会社ヒロコハヤシ
- 株式会社ケーズウェイ
- 株式会社スタイルフォース - 2023年04月頃にアルカスインターナショナルに吸収合併

- 株式会社アルカスインターナショナル
  - 株式会社ワールドフランチャイズシステムズ
- 株式会社ワールドアンバー
- 株式会社ワールドインベストメントネットワーク（投資事業会社）
  - 株式会社インターキューブ
  - 株式会社イノベーションリンク
  - 株式会社アダバット
  - 株式会社アスプルンド
- 株式会社ピンクラテ
- 株式会社ライトオン

### 海外ブランド事業
- 台湾和亜留土股份有限公司
- World Saha Fashion Co., Ltd.
- 世界連合時装（上海）有限公司

### プラットフォーム事業
- 株式会社ワールドプロダクションパートナーズ
  - 株式会社ワールドインダストリーファブリック
  - 株式会社ワールドインダストリーニット
  - 株式会社ワールドジャージサプライ
  - 株式会社ワールドインダストリー富山
  - 株式会社センワ
  - 株式会社フレンチブルー
  - 株式会社ラ・モード
  - 株式会社イディオム
- 世界時興（上海）貿易有限公司
- 株式会社ワールドストアパートナーズ
- 株式会社アンドブリッジ（持分法適用関連子会社）
- 株式会社ワールドプラットフォームサービス[17]
- 株式会社ワールドビジネスサポート（特例子会社）

その他
- 2009年（平成21年）10月、ディー・エヌ・エー（DeNA）と業務提携しアパレルに特化したBtoBマーケットプレイス「バイヤーズクラブ」を2010年1月末に開設。2014年7月末にサービス終了[18]。

## 販売推進等

### PINK-latte TV
毎週金・土曜日に、ティーンズブランド「ピンクラテ」のWEBモデル3人組が様々な企画に挑戦しながら、女子小・中学生に向けてオシャレ情報・トレンド情報を配信するバラエティ型YouTubeチャンネル。
ティーン向けファッションブランド「ピンクラテ」専属のWEBモデルをやっている3人で2023年7月29日まで活動していた。なお、2023年7月いっぱいで活動を休止することを発表した。

### 現在のWEBモデル
| 名前       | よみ          | 生年月日              | 出身地 | 加入期 | 担当カラー     | 備考       |
| ---------- | ------------- | --------------------- | ------ | ------ | -------------- | ---------- |
| 本多萌愛   | ほんだ めい   | 2008年5月7日（17歳）  | 東京都 | 4期    | 青色           | [ 注釈 1 ] |
| 鈴木柚春   | すずき ゆずは | 2010年5月4日（15歳）  | 埼玉県 | 4期    | ライトグリーン |            |
| 山田茉莉愛 | やまだ まりあ | 2008年9月24日（16歳） | 石川県 | 5期    | 紫色           |            |

### 過去のWEBモデル
| 名前          | よみ            | 生年月日               | 出身地 | 加入期 | 担当カラー | 備考 |
| ------------- | --------------- | ---------------------- | ------ | ------ | ---------- | ---- |
| 2019年3月卒業 |                 |                        |        |        |            |      |
| 栗田桃花      | くりた ももか   | 2004年3月30日（21歳）  | 静岡県 | 1期    |            |      |
| 2020年3月卒業 |                 |                        |        |        |            |      |
| 宇井優良梨    | うい ゆらり     | 2004年12月26日（20歳） | 愛知県 | 1期    | 紫色       |      |
| 2021年4月卒業 |                 |                        |        |        |            |      |
| 花田姫佳      | はなだ ひめか   | 2006年3月20日（19歳）  | 富山県 | 1期    | 黄色       |      |
| 石山えこ      | いしやま えこ   | 2006年11月25日（18歳） | 東京都 | 2期    | 緑色       |      |
| 2022年3月卒業 |                 |                        |        |        |            |      |
| 菅井純愛      | すがい ありあ   | 2006年6月8日（19歳）   | 大阪府 | 1期    | 赤色       |      |
| 2022年9月卒業 |                 |                        |        |        |            |      |
| 原田芹        | はらだ せり     | 2007年8月20日（17歳）  | 大阪府 | 4期    | 黒色       |      |
| 2023年3月卒業 |                 |                        |        |        |            |      |
| 松本優菜      | まつもと ゆな   | 2007年10月11日（17歳） | 愛知県 | 2期    | 水色       |      |
| 犬飼恋彩      | いぬかい れいら | 2007年8月4日（17歳）   | 静岡県 | 3期    | オレンジ   |      |

### 歴代スタッフ
- 1代目：ぴてぃー[37]、らびぃー（2018年3月 - 2020年8月15日[38]）
- 2代目：ののたん（2020年8月15日[38] - 現在）

### コマーシャル出演者
- オードリー・ヘプバーン - 銀座リザ（1982年）[39]
- 武田真治 - OZOC
- 相川七瀬 - OZOC
- 浅野忠信 - TAKEO KIKUCHI
- りょう - CORDIER
- 山口智子 - UNTITLED
- 安室奈美恵 - UNTITLED
- 篠原涼子 - Reflect
- ハンソン - INDEX